# Tařička
Tařička (Aubrieta) je rod nízkých, vytrvalých bylin vytvářející při kvetení barevné trsy. Rod pochází z oblastí jihovýchodní Evropy a Malé Asie odkud se postupně rozšířil téměř do celé Evropy, severovýchodní Afriky, jihozápadní Asie a na západní pobřeží Severní Ameriky. Rostliny tohoto rodu jsou rozšiřovány jako skalničky do zahradních alpinií, odtud se často dostávají do volné přírody a při své nenáročnosti tam snadno zdomácní.
Jsou to rostliny uvyklé na skalnatou půdu, nejsou závislé na pH půdy ani stabilní vlhkosti, nemají zvláštní nároky na živiny a snesou plné slunce i polostín, požadují pouze vzdušný a propustný substrát.

## Popis
Nevysoké rostliny které jsou porostlé delšími jednoduchých a kratšími hvězdicovitých chlupy u kterých vyrůstá nejdříve kořen hlavní, pak postranní a následně kořeny adventní. Oblé a plné lodyhy jsou vzpřímené nebo poléhavé a jsou schopné v uzlinách rychle zakořenit. Listy vyrůstají jen lodyžní nebo i v přízemních růžicích. Přízemní bývají řapíkaté, lodyžní vyrůstající střídavě mají buď krátké řapíky nebo jsou zúženou bázi přisedlé, všechny mívají úzce podlouhlý tvar a po obvodu jsou celistvé nebo zubaté.
Květenství bývá nejčastěji hrozen s oboupohlavnými květy na stopkách a obvykle bez listenů. Čtyři zelené, fialově lemované korunní plátky jsou volné a vztyčené. Podstatné delší korunní plátky, taktéž čtyři, bývají růžové, fialové, purpurové a ojediněle i bílé, obvejčité nebo obkopinaté se zaobleným vrcholem. Šest volných tyčinek má nitky s křidélky a někdy i přívěsky. Pro zabránění samoopylení nejdřív dozrávají podlouhlé prašníky a teprve později jednoduchá půlkulatá blizna. Boční nektarové žlázy mají tvar otevřeného prstence. Semeník může obsahovat až 40 vajíček.
Plody jsou vztyčené, pukající, zploštělé nebo válcovité, různě chlupaté šešule nebo řidčeji šešulky které obsahují neokřídlená elipsovitá semena uložená ve dvou řadách. Osemení je hladké a po navlhčení neslizovatí, kořínek leží na okraji děloh.

## Rozmnožování
Ve volné přírodě se rozmnožuje semeny a rozrůstá se výběžky na nichž vyrůstají listové růžice s podlouhlými zubatými listy. Rostliny uměle pěstované jsou vyšlechtěné a pro zachování původních vlastností se používá pouze vegetativní rozmnožování, podzimní nebo časně jarní dělení trsů a řízkování po odkvětu. Rostliny vypěstované z výsevu jsou nejednotné a nemívají vlastnosti rodičů.

## Význam
Tařička patří k rodům rostlin které jsou často používané pro skalky a různé suché zídky na kterých vytváří barevné koberce a pod rozkvetlými květy se olistění téměř ztrácí. Hodně se šlechtí šlechtí s cílem získat co nejvzhlednější, dlouho kvetoucí a na pěstování nenáročné variety.

## Taxonomie
Rod je tvořen asi 15 druhy jejichž vzájemné vymezení je složité, jsou převážně výsledkem dávné hybridizace. V České republice rostou druhy dva:
- tařička kosníkovitá (Aubrieta deltoidea)
- tařička obrubníková (Aubrieta columnae)

Mnohem častější je tařička kosníkovitá která se odlišuje hlavně tím, že má plody porostlé jak hvězdicovitými, tak i jednoduchými chlupy.